# C15H10N2
化学式C15H10N2的化合物（摩尔质量：218.257 g/mol）可以指：
- 喹吲哚啉（西班牙语：Quinindolina），CAS号：243-38-9
- 喹叨啉（西班牙语：Quindolina），CAS号：243-58-3

|  | 这个同类索引页列出了具有相同分子式的化学物（即同分異構體）条目。 除非您是有意链接至本页，否则应将相应条目的内部链接指向正确的条目。 |